# Диагонализируемая матрица
В линейной алгебре квадратная матрица A называется диагонализируемой, если она подобна диагональной матрице, то есть если существует невырожденная матрица P, такая что 
P−1AP является диагональной матрицей. Если  V — конечномерное векторное пространство, то линейное отображение T : V → V называется диагонализируемым, если существует упорядоченный базис в V, при котором  T  представляется в виде диагональной матрицы.  Диагонализацией называется процесс нахождения соответствующей диагональной матрицы для диагонализируемой матрицы или линейного отображения. Квадратная матрица, которую нельзя диагонализировать, называется дефектной.
Диагонализируемые матрицы и отображения интересны, поскольку с диагональными матрицами просто работать: собственные значения и векторы известны, возведение в степень осуществляется возведением в степень диагональных элементов, определитель равен произведению диагональных  элементов. С геометрической точки зрения диагонализируемая матрица представляет собой неоднородное масштабирование: в каждом направлении растяжение происходит в общем случае с разным коэффициентом в зависимости от числа на диагонали.

## Характеристики
Фундаментальный факт о диагонализируемых отображениях и матрицах выражен в следующих утверждениях.
- Матрица A размера  n×n над полем F является диагонализируемой тогда и только тогда, когда сумма размерностей собственных подпространств равна n, что справедливо тогда и только тогда, когда существует базис Fn, состоящий из собственных векторов A. Если такой базис найден, можно создать матрицу P, в которой столбцами являются базисные векторы, и P−1AP является диагональной матрицей. Значения на диагонали данной матрицы являются собственными значениями A.
- Линейное отображение   T : V → V является диагонализируемым тогда и только тогда, когда сумма размерностей его собственных подпространств равна   dim(V), что справедливо тогда и только тогда, когда существует базис  V, состоящий из собственных векторов T. Относительно данного базиса T будет представляться в виде диагональной матрицы. Диагональные элементы такой матрицы равны собственным значениям  T.

Матрица или линейное отображение диагонализируемо над полем F тогда и только тогда, когда  минимальный многочлен является произведением линейных множителей над полем F. Иными словами, матрица диагонализируема тогда и только тогда, когда все делители минимального многочлена являются линейными.
Следующее условие (достаточное, но не необходимое) часто является полезным.
- Матрица  A размера  n×n диагонализируема над полем  F, если она имеет n различных собственных значений в F, то есть если её характеристический многочлен имеет n различных корней в  F; обратное утверждение может не быть верным. Рассмотрим матрицу

{\displaystyle {\begin{bmatrix}-1&3&-1\\-3&5&-1\\-3&3&1\end{bmatrix}},}
имеющую собственные значения 1, 2, 2 (не все различны) и приводимую к диагональному виду  (матрица подобна A)
{\displaystyle {\begin{bmatrix}1&0&0\\0&2&0\\0&0&2\end{bmatrix}};}
матрица перехода к другому базису P:
{\displaystyle {\begin{bmatrix}1&1&-1\\1&1&0\\1&0&3\end{bmatrix}}.}
Таким образом, обратное утверждение может не  выполняться в случае, когда  A имеет собственное подпространство размерности выше  1. В данном примере собственное подпространство  A для собственного значения 2 имеет размерность 2.
- Линейное отображение T : V → V при n = dim(V) является диагонализируемым, если оно обладает n различными собственными значениями, то есть если   характеристический многочлен имеет n различных корней в F.

Пусть A матрица над F. Если A диагонализируема, то любая её степень будет диагонализируемой. Если  A обратима, F алгебраически замкнуто,   An диагонализируемо для некоторого n, не являющегося кратным характеристике F, то A диагонализируема.
Над C почти любая матрица является диагонализируемой. Более точно: множество комплексных матриц размера   n×n, не являющихся диагонализируемыми над C, при рассмотрении в виде подмножества Cn×n имеет нулевую меру Лебега. Можно также сказать, что диагонализируемые матрицы образуют плотное подмножество в рамках топологии Зарисского: дополнение к этому подмножеству лежит в множестве, в котором дискриминант характеристического многочлена обнуляется, то есть на гиперповерхности. Над R это не выполняется.
Декомпозиция Жордана-Шевалле представляет оператор в виде суммы диагонализируемой и нильпотентной части. Следовательно, матрица является диагонализируемой  тогда и только тогда, когда нильпотентная часть нулевая. Иными словами, матрица диагонализируема, если каждый блок жордановой формы не имеет нильпотентной части.

## Диагонализация
Если матрицу A можно диагонализировать, то есть
{\displaystyle P^{-1}AP={\begin{pmatrix}\lambda _{1}\\&\lambda _{2}\\&&\ddots \\&&&\lambda _{n}\end{pmatrix}},}
тогда
{\displaystyle AP=P{\begin{pmatrix}\lambda _{1}\\&\lambda _{2}\\&&\ddots \\&&&\lambda _{n}\end{pmatrix}}.}
Запишем P в виде блочной матрицы с векторами столбцов  {\displaystyle {\vec {\alpha }}_{i}}
{\displaystyle P={\begin{pmatrix}{\vec {\alpha }}_{1}&{\vec {\alpha }}_{2}&\cdots &{\vec {\alpha }}_{n}\end{pmatrix}},}
тогда  уравнение выше можно переписать в виде
{\displaystyle A{\vec {\alpha }}_{i}=\lambda _{i}{\vec {\alpha }}_{i}\qquad (i=1,2,\cdots ,n).}
Векторы столбцов  P являются правыми собственными векторами A, соответствующие диагональные элементы являются собственными значениями. Обратимость P также предполагает, что собственные вектора линейно независимы и образуют базис в Fn. Это необходимое и достаточное условие для диагонализируемости. Векторы строк  P−1 являются левыми собственными векторами  A.
Если A является эрмитовой матрицей, то можно выбрать собственные вектора A так, что они образуют ортогональный базис в  Cn. При таких условиях   P будет унитарной матрицей  и P−1 равно матрице, эрмитово-сопряжённой P.
На практике диагонализация матриц проводится на компьютере. Существует ряд алгоритмов, позволяющих осуществить данный процесс.

## Диагонализация множества матриц
Множество матриц называется совместно диагонализируемым, если существует единственная обратимая матрица  P, такая что   P−1AP является диагональной матрицей для каждой A из множества. Следующая теорема характеризует совместно диагонализируемые матрицы: множество матриц является множеством диагонализируемых коммутирующих матриц тогда и только тогда, когда оно является совместно диагонализируемым.
Множество всех диагонализируемых над C матриц  n×n  при n > 1 не является совместно диагонализируемым. Например, матрицы
{\displaystyle {\begin{bmatrix}1&0\\0&0\end{bmatrix}}\quad {\text{и}}\quad {\begin{bmatrix}1&1\\0&0\end{bmatrix}}}
диагонализируемы, но не совместно, поскольку они не коммутируют.
Множество состоит из коммутирующих нормальных матриц в том и только том случае, если оно совместно диагонализируется унитарной матрицей, то есть существует унитарная матрица U, такая что   U*AU диагональна для любой матрицы A из множества.

## Примеры

### Диагонализируемые матрицы
- Инволюции диагонализируемы над вещественными числами  (и над любым полем, характеристика которого не равна 2), на диагонали расположены ±1.
- Эндоморфизмы конечного порядка диагонализируемы над  C (или над другим алгебраически замкнутым полем, причем характеристика поля не является делителем порядка эндоморфизма), на диагонали будут располагаться корни из единицы. Минимальный многочлен является сепарабельным, поскольку корни из единицы различны.
- Проекторы диагонализируемы, на диагонали расположены 1 и 0.
- Вещественные симметричные матрицы диагонализируемы при помощи ортогональных матриц. Рассмотрим вещественную матрицу A, QTAQ диагональна для некоторой ортогональной матрицы  Q. В более общем смысле матрицы диагонализируемы унитарными матрицами в том и только том случае, если они нормальны. В случае вещественной  симметричной матрицы   A = AT, поэтому AAT = ATA. Примерами нормальных матриц являются вещественные симметричные (или кососимметричные) матрицы и эрмитовы матрицы.

### Недиагонализируемые матрицы
В общем случае матрица поворота не является диагонализируемой над вещественными числами, но все матрицы поворота диагонализируемы над полем комплексных чисел. Даже если матрица недиагонализируемая, её можно привести к "наилучшему возможному виду" и создать матрицу с теми же свойствами, содержащую собственные значения на главной диагонали и единицы или нули на диагонали выше, т.е. жорданову нормальную форму.
Некоторые матрицы не являются диагонализируемыми ни над каким полем, среди них можно указать ненулевые нильпотентные матрицы. Так происходит, если алгебраическая и геометрическая кратности собственного числа не совпадают. Рассмотрим
{\displaystyle C={\begin{bmatrix}0&1\\0&0\end{bmatrix}}.}
Данную матрицу нельзя диагонализировать: не существует матрица U, для которой   U−1CU является диагональной матрицей.  C имеет одно собственное значение (ноль) алгебраической кратности 2 и геометрической кратности 1.
Некоторые вещественные матрицы нельзя диагонализировать над вещественными числами. Рассмотрим матрицу
{\displaystyle B={\begin{bmatrix}0&1\\-1&0\end{bmatrix}}.}
Матрица B не имеет вещественных собственных значений, поэтому не существует вещественной матрицы   Q, для которой  Q−1BQ является диагональной. Но над полем комплексных чисел мы можем диагонализировать  B . Если рассмотреть
{\displaystyle Q={\begin{bmatrix}1&{\textrm {i}}\\{\textrm {i}}&1\end{bmatrix}},}
то Q−1BQ диагональна.
Заметим: приведённые выше примеры показывают, что сумма диагонализируемых матриц не всегда диагонализируема.

### Как диагонализировать матрицу
Рассмотрим матрицу
{\displaystyle A={\begin{bmatrix}1&2&0\\0&3&0\\2&-4&2\end{bmatrix}}.}
Данная матрица имеет собственные значения
{\displaystyle \lambda _{1}=3,\quad \lambda _{2}=2,\quad \lambda _{3}=1.}
A является матрицей 3×3 с 3 различными собственными значениями; следовательно, она диагонализируема. Заметим, что если у матрицы  n×n ровно n различных собственных значений, то она диагонализируема.
Собственные значения будут фигурировать в диагонализированной форме   A, поэтому при нахождении собственных значений матрица A диагонализируется. Для диагонализации A можно использовать собственные векторы.
Собственными векторами A являются
{\displaystyle v_{1}={\begin{bmatrix}-1\\-1\\2\end{bmatrix}},\quad v_{2}={\begin{bmatrix}0\\0\\1\end{bmatrix}},\quad v_{3}={\begin{bmatrix}-1\\0\\2\end{bmatrix}}.}
Можно проверить, что {\displaystyle Av_{k}=\lambda _{k}v_{k}.}
Пусть P — матрица, в которой столбцами являются данные собственные векторы.
{\displaystyle P={\begin{bmatrix}-1&0&-1\\-1&0&0\\2&1&2\end{bmatrix}}.}
Заметим, что для столбцов P нет выделенного порядка; изменение порядка собственных векторов в  P только изменит порядок собственных значений в диагональной форме   A.
Матрица P диагонализирует A, в чём несложно убедиться:
{\displaystyle P^{-1}AP={\begin{bmatrix}-1&1&0\\2&0&1\\-1&1&0\end{bmatrix}}{\begin{bmatrix}1&2&0\\0&3&0\\2&-4&2\end{bmatrix}}{\begin{bmatrix}-1&0&-1\\0&0&-1\\2&1&2\end{bmatrix}}={\begin{bmatrix}3&0&0\\0&2&0\\0&0&1\end{bmatrix}}.}
Это следует из факта о том, что для любого стандартного базиса  {\displaystyle e_{1},e_{2},e_{3}} справедливо 
{\displaystyle P^{-1}APe_{k}=P^{-1}Av_{k}=P^{-1}\lambda _{k}v_{k}=\lambda _{k}e_{k},}
где мы воспользовались тем, что  {\displaystyle Pe_{k}=v_{k}} является k-м столбцом {\displaystyle P}, следовательно {\displaystyle P^{-1}v_{k}=e_{k}}. Заметим, что собственные значения   {\displaystyle \lambda _{k}} появились в диагональной матрице.

## Применение
Диагонализацию можно использовать для эффективного вычисления степеней матрицы  A, если матрица диагонализируема. Пусть мы получили, что
{\displaystyle P^{-1}AP=D\Rightarrow PP^{-1}APP^{-1}=PDP^{-1}\Rightarrow A=PDP^{-1},}
где {\displaystyle D} является диагональной матрицей. Тогда по ассоциативности произведения матриц
{\displaystyle {\begin{aligned}A^{k}&=(PDP^{-1})^{k}=(PDP^{-1})\cdot (PDP^{-1})\cdots (PDP^{-1})\\&=PD(P^{-1}P)D(P^{-1}P)\cdots (P^{-1}P)DP^{-1}\\&=PD^{k}P^{-1}\end{aligned}}.}
Последнее произведение несложно вычислить, поскольку оно содержит степени диагональной матрицы. Данный подход можно обобщить до экспоненты матрицы и других матричных функций, поскольку их можно представлять в виде степенных рядов.

### Частный случай применения
Рассмотрим следующую матрицу:
{\displaystyle M={\begin{bmatrix}a&b-a\\0&b\end{bmatrix}}.}
Вычисление различных степеней   M приводит к интересной закономерности:
{\displaystyle M^{2}={\begin{bmatrix}a^{2}&b^{2}-a^{2}\\0&b^{2}\end{bmatrix}},\quad M^{3}={\begin{bmatrix}a^{3}&b^{3}-a^{3}\\0&b^{3}\end{bmatrix}},\quad M^{4}={\begin{bmatrix}a^{4}&b^{4}-a^{4}\\0&b^{4}\end{bmatrix}},\quad \ldots }
Данное явление можно объяснить с помощью диагонализации M.  Нам потребуется базис R2, состоящий из собственных векторов   M. Одним из базисов является
{\displaystyle \mathbf {u} ={\begin{bmatrix}1\\0\end{bmatrix}}=\mathbf {e} _{1},\quad \mathbf {v} ={\begin{bmatrix}1\\1\end{bmatrix}}=\mathbf {e} _{1}+\mathbf {e} _{2},}
где ei обозначает стандартный базис Rn. Обратное изменение базиса задаётся выражениями
{\displaystyle \mathbf {e} _{1}=\mathbf {u} ,\qquad \mathbf {e} _{2}=\mathbf {v} -\mathbf {u} .}
Вычисления показывают, что
{\displaystyle M\mathbf {u} =a\mathbf {u} ,\qquad M\mathbf {v} =b\mathbf {v} .}
Следовательно, a и b являются собственными значениями, соответствующими u и v. По линейности матричного произведения получим
{\displaystyle M^{n}\mathbf {u} =a^{n}\,\mathbf {u} ,\qquad M^{n}\mathbf {v} =b^{n}\,\mathbf {v} .}
Переходя обратно к стандартному базису, получим, что
{\displaystyle M^{n}\mathbf {e} _{1}=M^{n}\mathbf {u} =a^{n}\mathbf {e} _{1},}
{\displaystyle M^{n}\mathbf {e} _{2}=M^{n}(\mathbf {v} -\mathbf {u} )=b^{n}\mathbf {v} -a^{n}\mathbf {u} =(b^{n}-a^{n})\mathbf {e} _{1}+b^{n}\mathbf {e} _{2}.}
Матричная форма описанных выше соотношений имеет вид
{\displaystyle M^{n}={\begin{bmatrix}a^{n}&b^{n}-a^{n}\\0&b^{n}\end{bmatrix}},}
что объясняет упомянутую закономерность.

## Применение в квантовой механике
В квантовой механике и квантовой химии при вычислениях диагонализация матриц является одной из наиболее используемых процедур. Основной причиной является то, что не зависящее от времени уравнение Шрёдингера является уравнением для собственных значений, причём почти во всех физических приложениях — в бесконечномерном (гильбертовом) пространстве. В приближённых подходах гильбертово пространство заменяют конечномерным пространством, после чего уравнение Шрёдингера можно переформулировать в виде задачи поиска собственных значений вещественной симметричной (или комплексной эрмитовой)  матрицы. Данный подход основан на вариационном принципе.